# Kerstin Köppen
Kerstin Köppen, född den 24 november 1967 i Rathenow i Tyskland, är en tysk roddare.
Hon tog OS-guld i scullerfyra i samband med de olympiska roddtävlingarna 1996 i Atlanta.